# Mets de Guaynabo
Maillots
Mets de Guaynabo est un club portoricain de volley-ball fondé en 1970 et basé à Guaynabo, évoluant pour la saison 2013 en LVSF.
L'équipe possède aussi une section basket-ball avec une équipe masculine.

## Palmarès
- Championnat de Porto Rico
  - Vainqueur : 1978, 1994, 1995.
  - Finaliste : 1979, 1990, 2001, 2003, 2011.

## Effectifs

### Saison 2013
Entraîneur : Luis Enrique Ruiz  Porto Rico